# Dryobotodes incolorata
Dryobotodes incolorata är en fjärilsart som beskrevs av W. Warren 1911. Dryobotodes incolorata ingår i släktet Dryobotodes och familjen nattflyn. Inga underarter finns listade i Catalogue of Life.